# 二条斉敬
二条 斉敬（にじょう なりゆき、旧字体：二條 齊敬）は、江戸時代後期から明治時代にかけての公卿。左大臣・二条斉信の次男。官位は従一位、関白、左大臣。二条家26代当主。日本史上最後の関白であり、人臣としては最後の摂政。茶の湯を嗜み、自作の茶杓などが現存している。

## 経歴
文化13年（1816年）、二条斉信と徳川従子（水戸藩7代藩主・徳川治紀の娘で斉昭の姉）の次男として誕生。15代将軍・徳川慶喜の従兄弟でもある。文政7年（1824年）5月に元服し、二条家の慣例に従って父や伯父の二条斉通と同じく11代将軍・徳川家斉の偏諱を受け斉敬を名とし、9歳にして従五位下に叙せられる。文政8年（1825年）に従三位に昇る。以後順調に昇進し、天保2年（1831年）に権大納言。
黒船来航以来の政局にあたっては叔父の徳川斉昭と同調し、日米修好通商条約締結の勅許も不可を唱えた。安政5年（1858年）に大老となった井伊直弼の主導により、紀州藩主・徳川慶福（後の徳川家茂）が14代将軍に決定すると、将軍宣下の使者として江戸へ下向。直弼との面会を望むが断られる。同年より始まった安政の大獄では処罰の対象となり、翌安政6年（1859年）2月に10日間の慎（つつしみ）を命じられた。しかし、翌月には内大臣に昇進。文久2年（1862年）にはさらに右大臣に進んだ。
京都の地で尊王攘夷運動が高まりを見せると、青蓮院宮尊融法親王（後の久邇宮朝彦親王）などと共に公武合体（親幕）派と目される。文久2年12月に国事御用掛に任ぜられ、三条実美や姉小路公知ら攘夷派の過激公卿、およびそれを支援する長州藩と対立。文久3年（1863年）、前関白の近衛忠煕や朝彦親王と共に薩摩藩および京都守護職の会津藩主・松平容保を引き入れ、八月十八日の政変を決行し、長州藩や過激派公卿の追放（七卿落ち）に成功した。もとより公武合体を強く欲していた孝明天皇の信頼はますます篤く、同年9月には内覧を命じられ、12月には従一位・左大臣に昇進。あわせて関白となるよう詔勅が下され、拝受した。
以後、朝彦親王と並んで孝明天皇を補佐し、長州処分問題、条約勅許問題、徳川慶喜の徳川宗家相続問題などの重要な政務を取り仕切り、親幕派公卿として活躍。このため、王政復古派の公卿から反撥され、慶応2年（1866年）8月には中御門経之、大原重徳ら22名の廷臣が列参して、朝政改革を奏請する事態に発展、斉敬および朝彦親王の罷免を要求するに至った。このため、斉敬は国事扶助の任に耐えずとの理由により辞表を奉呈するが、2人に対する孝明天皇の信頼は篤く、辞意は認められなかった。かえって翌月、22名の廷臣が譴責処分を受けることとなった（廷臣二十二卿列参事件）。ひとまず危機は乗り越えたものの、肝心の孝明天皇が同年暮れに崩御。斉敬の地位は安泰ではなくなる。
翌慶応3年（1867年）正月、明治天皇が践祚すると、引き続き摂政に任ぜられ、国政に当たったが、この頃より次第に王政復古派が復権。ついに10月14日には将軍・慶喜が大政奉還を行い、朝廷に政権を委ねるに至る。12月9日の王政復古の大号令により天皇親政が宣言され摂関は廃止された。それに伴い斉敬も朝彦親王と共に参朝を停止された。翌慶応4年（1868年）8月には赦されたが、その後朝政には参与することは無かった。
明治2年（1869年）3月、明治天皇の東京行幸中の大宮御所御用掛、同年7月に麝香間祗候を命ぜられる。明治11年（1878年）12月に63歳で薨去した。嵯峨野の二尊院に葬られた。養子の基弘（九条尚忠の八男）が二条家を継いだ。実子としては、側室との間に正麿、利敬、隆英などがいる。またその他、寛斎という密子がいたとも言われる。

## 年表
※日付＝旧暦(明治4年以前）
- 文政7年（1824年）

5月25日、元服。同日、従五位上に叙す。禁色・昇殿を聴さる。
5月28日、左近衛権少将に任ぜらる。
6月4日、従四位下に昇叙。
8月10日、右近衛権中将に転ず。
10月19日、正四位下に昇叙。
- 文政8年（1825年）

1月25日、従三位に昇叙。右近衛権中将元の如し。
- 文政10年（1827年）

12月19日、正三位に昇叙。
- 文政11年（1828年）

2月4日、権中納言に昇進。右近衛権中将元の如し。
- 天保2年（1831年）

6月23日、権大納言に昇進。右近衛権中将を辞退。帯剣を聴さる。
- 天保3年（1832年）

1月27日、従二位に昇叙。
- 天保9年（1838年）

10月28日、正二位に昇叙。
- 安政6年（1859年）

3月27日、左近衛大将を兼ねる。左馬寮御監となる。
3月28日、内大臣に昇進。左近衛大将元の如し。
- 文久2年（1862年）

1月4日、右大臣に転任。左近衛大将元の如し。
5月11日、左近衛大将・左馬寮御監を辞退。随身兵杖を賜う。
9月28日、従一位に昇叙。
- 文久3年（1863年）

9月19日、内覧宣下。
12月23日、左大臣に転任。同日、関白・氏長者となる。随身兵杖を賜い、牛車を聴さる。
- 慶応3年（1867年）

1月9日、孝明天皇の死と明治天皇の践祚により摂政となる。
9月27日、左大臣を辞任。
12月9日、王政復古により摂政・内覧・氏長者・随身兵仗等を奪われる。
- 慶応4年/明治元年（1868年）

2月2日、氏長者を左大臣九条道孝に正式に譲る。
- 明治2年（1869年）

3月、大宮御所御用掛。
7月27日、麝香間祗候に列す。
- 明治3年（1870年）

5月24日、正二位に降位。
- 明治11年（1878年）

12月10日、従一位に復位。
※参考文献：公卿補任、太政官日誌、幕末明治重職補任（東京大学出版会）1980年発行

## 系譜
- 正室：岡宮恒子 - 伏見宮邦家第一王女、鷹司景子養女
- 側室：家女房
  - 四男：二条正麿 - 分家して男爵
  - 四男または六男：四条隆英 - 四条隆平養子
  - 男子：慶光院利敬 - 宮橋家へ養子、後に慶光院と改姓
  - 男子：二条寛斎? - 子に宍戸元礼正室（宍戸親基母）
- 養子
  - 男子：二条基弘 - 九条尚忠の八男
- 猶子
  - 男子：秀源上人 - 誠照寺第26世法主、西園寺師季の子、室は山名義路姉妹・快子